# Mohammed Ben Ammar
Pour les articles homonymes, voir Ammar.
 (avril 2010).
Si vous disposez d'ouvrages ou d'articles de référence ou si vous connaissez des sites web de qualité traitant du thème abordé ici, merci de compléter l'article en donnant les références utiles à sa vérifiabilité et en les liant à la section « Notes et références ».
Mohammed Ben Ammar (arabe : محمد بن عمّار), né le 1er août 1889 à Tunis et mort le 12 juillet 1972 dans la même ville, est un juriste et magistrat tunisien.

## Biographie
Issu d'une vieille famille tunisoise, il naît dans une maison de la rue du Pacha à Tunis. De formation zitounienne et diplômé du Collège Sadiki, il élabore en février 1918 le document constitutif de l'Espérance sportive de Tunis, premier club sportif musulman tunisien, en tant que membre du premier bureau fondateur.
En 1946, il fonde l'Amicale des magistrats tunisiens,. Il est aussi un membre fondateur de l'association des anciens du Collège Sadiki, une prestigieuse institution d'enseignement public. En 1949, il est un membre fondateur de l'École tunisienne d'administration, devenue l'École nationale d'administration en 1956 ; il en est désigné membre du conseil de perfectionnement par décret beylical.

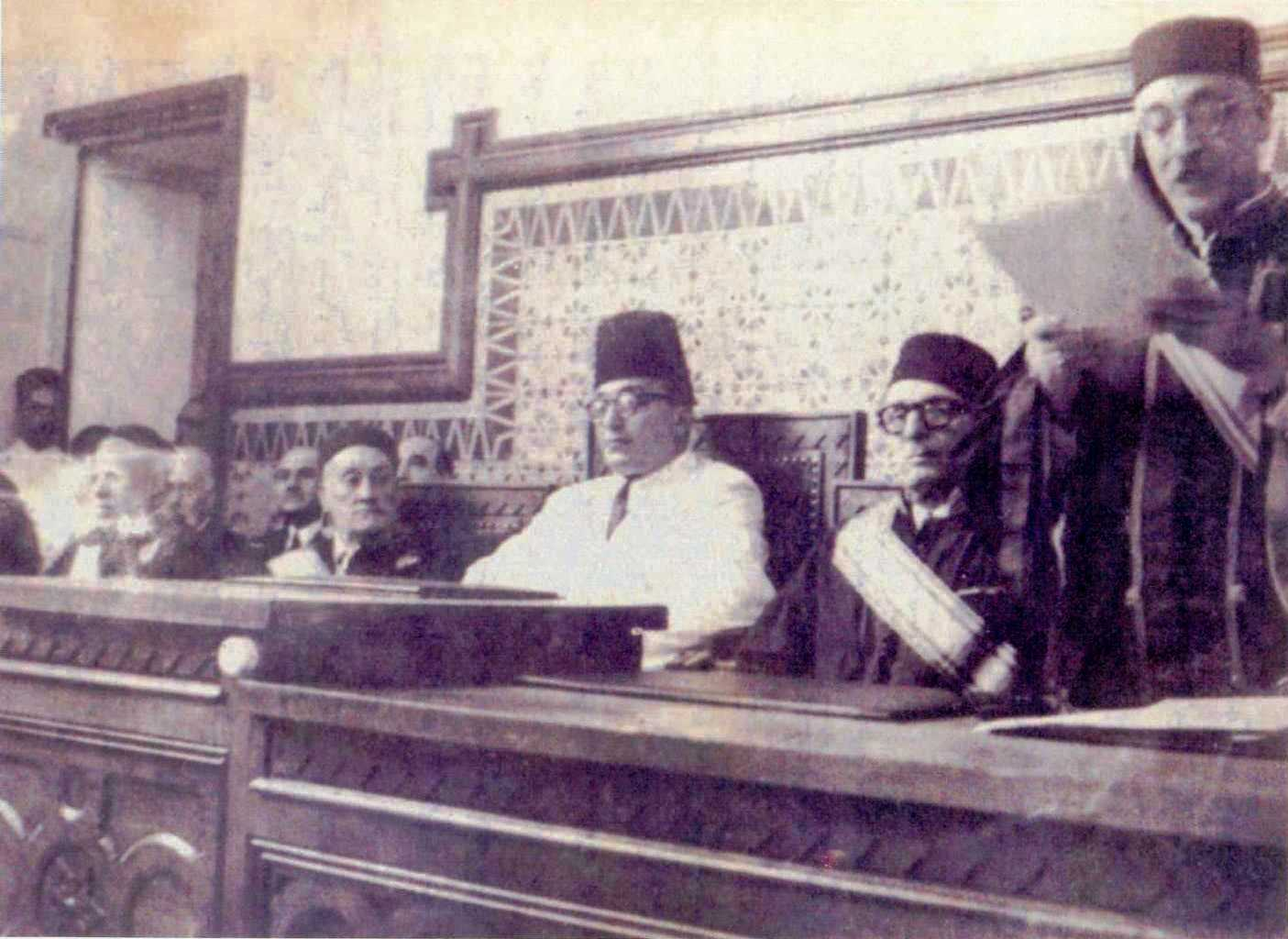
Ben Ammar présente devant le bureau politique du Néo-Destour le rapport du comité des quarante concernant les accords franco-tunisiens du 3 juin 1955.

En 1954, il est nommé ministre de la Justice par décret beylical en date du 5 juillet et publié dans le numéro 53-54 du Journal officiel.
En 1955, il préside le comité des quarante, désigné pour statuer sur les réformes proposées par la France, et participe après l'indépendance à l'élaboration de la constitution républicaine de 1959.
Il meurt le 12 juillet 1972 à El Omrane, un quartier de Tunis. En 1973, sa famille fait don de sa bibliothèque privée à la Bibliothèque nationale de Tunisie, soit près de 3 400 volumes.

## Honneurs
Ben Ammar est fait officier d'Académie en juin 1924 et officier de l'Instruction publique par le ministre Jean Zay le 23 février 1939 ; il est décoré de la Médaille du travail pour ses œuvres sociales, par le ministre Antoine Durafour, le 11 mars 1926. Il est enfin fait chevalier de la Légion d'honneur le 13 août 1947.
Mohammed Ben Ammar est aussi décoré de l'ordre du Nichan Iftikhar, nommé officier du Ouissam alaouite du Maroc en 1947 et décoré de l'Ordre de la République pour sa contribution à l'établissement de la République tunisienne en 1962.
Mohammed Ben Ammar a une cité à Dahmani et trois artères à Tunis baptisées à son nom.
On lui donne le titre de Sidi (en) de par sa descendance directe du prophète Mahomet par sa fille Fatima Zahra et son gendre Ali ; il figure parmi les très rares chérifiens tunisiens à avoir refusé la rente que lui accordait son statut.

## Vie privée
Mohammed Ben Ammar est le père du militant Ridha Ben Ammar et du magistrat Fadhel Ben Ammar.